# Maalhos (Baa)
Maalhos är en ö i Maldiverna. Den ligger i den norra delen av landet, 115 km nordväst om huvudstaden Malé. Geografiskt är den en del av Södra Maalhosmadulu atoll och tillhör administrativt Baa atoll. 